# Heinrich Hübschmann
Johann Heinrich Hübschmann, född 1 juli 1848 i Erfurt, död 20 januari 1908 i Freiburg im Breisgau, var en tysk språkvetare.
Hübschmann blev filosofie doktor 1872, privatdocent i Leipzig 1875, e.o. professor 1877 och ordinarie professor i indoeuropeisk språkvetenskap i Strassburg 1877, där han verkade till sin död.
Hübschmann arbetade företrädesvis på det iranska och armeniska området, och hans beståndande förtjänst är att slutgiltigt ha anvisat armeniskan plats som en särskild indoeuropeisk familj i stället  för att man förut mest ansåg den som en iransk dialekt – genom Über die Stellung des armenischen im Kreise der indogermanischen Sprachen (i Adalbert Kuhns "Zeitschrift für vergleichende Sprachforschung", XXIII) samt Armenische Studien. I. Grundzüge der armenischen Etymologie (1883). Av det stort anlagda Armenische Grammatik hann han utge endast band I (1897).
Av Hübschmanns övriga utanför de vetenskapliga tidskrifterna publicerade arbeten kan nämnas Ein zoroastrisches Lied (1872), Zur Kasuslehre (1875), Zur Geschichte Armeniens und der ersten Kriege der Araber (1875), Das indogermanische Vokalsystem (1885), Etymologie und Lautlehre der ossetischen Sprache (1887) och Persische Studien (1895).